# リトアニア共産党

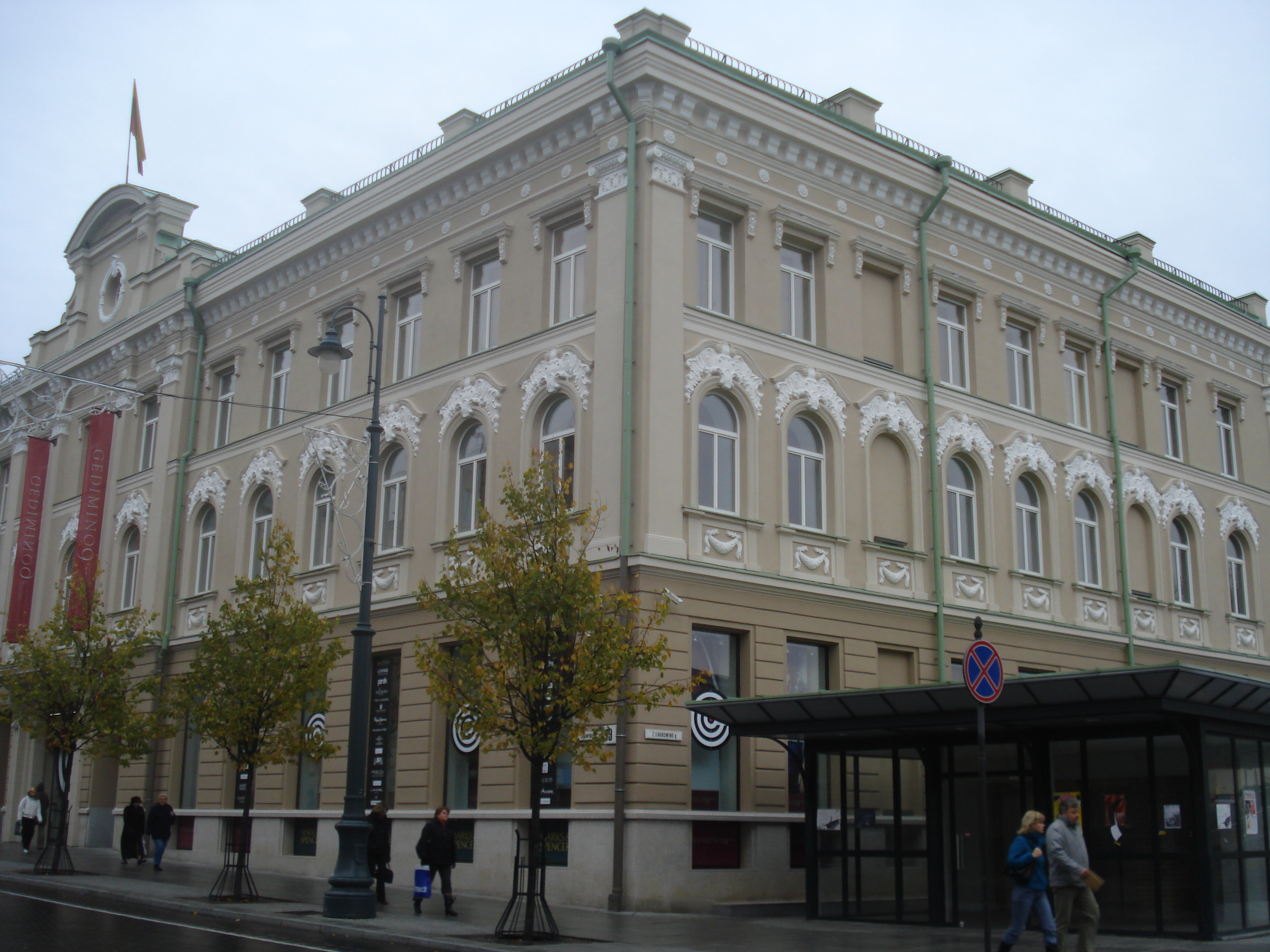
リトアニア共産党中央委員会があった建物。現在はデパートとなっている。

リトアニア共産党（リトアニアきょうさんとう、リトアニア語: Lietuvos komunistų partija、略称: LKP、ロシア語: Коммунистическая партия Литвы、略称: КПЛ）は、かつてリトアニアに存在した共産主義政党。

## 歴史
| 党員数 | 党員数    |
| 年     | 党員数    |
| ------ | --------- |
| 1930年 | 650人     |
| 1936年 | 1,942人   |
| 1940年 | 1,741人   |
| 1941年 | 4,620人   |
| 1945年 | 3,540人   |
| 1950年 | 27,800人  |
| 1955年 | 35,500人  |
| 1960年 | 54,300人  |
| 1965年 | 86,400人  |
| 1970年 | 116,600人 |
| 1975年 | 140,200人 |
| 1980年 | 165,800人 |

1918年10月初め、リトアニア共産党はヴィンツァス・ミツケヴィチュス＝カプスカスらによって設立された。その後1926年12月、リトアニア当局によって党活動が禁止され、1940年にリトアニアがソヴィエト連邦に編入されるまで活動は違法とされた。
1940年、リトアニア共産党はソヴィエト連邦共産党と合併することとなり、リトアニア共産党はリトアニア地域の下位組織に位置づけられた。リトアニア・ソヴィエト社会主義共和国（リトアニアSSR）が建国されると、リトアニア共産党第一書記にはアンタナス・スニエチクスが就任した。リトアニアSSRにおいては共産党第一書記が事実上の国のトップであった。また、党の第二書記には常にモスクワが指名したロシア人が就任した。
1989年、リトアニアでソヴィエトに対する抗議運動（「歌う革命」）が起こる中、リトアニア共産党はソヴィエト共産党からの独立を宣言。1990年にリトアニアがソ連からの独立回復を宣言し、リトアニア共産党もリトアニア民主労働党 (LDDP) へと改組された。なお、リトアニア民主労働党は、のちにリトアニア社会民主党 (LSDP) と合併している。
リトアニア共産党の中でリトアニア民主労働党に与しなかった者たちはミーコラス・ブロケヴィチュスの下、1990年から91年までリトアニア共産党に残留したが、1991年、共産党の活動はリトアニア当局により禁止されることとなった。しかし、活動が違法とされている現在でもゲンナジー・ジュガーノフの率いる共産党連合＝ソビエト連邦共産党に加盟している。

## リトアニア共産党第一書記
- アンタナス・スニエチクス（1940年7月21日 – 1974年1月22日）
- ペトラス・グリシュケヴィチュス（英語版）（1974年2月18日 – 1987年11月14日）
- リンガウダス・ソンガイラ（英語版）（1987年12月1日 – 1988年10月19日）
- アルギルダス・ブラザウスカス（1988年10月19日 – 1990年12月）
1989年12月にソ連共産党から独立を宣言した後も、1990年12月までは「リトアニア共産党第一書記」としてリトアニア共産党（独立派）を牽引。
- ミーコラス・ブロケヴィチュス（1989年12月 – 1991年8月）
独立派がソ連共産党からの独立を宣言してから党活動が違法化されるまで。

## リトアニア共産党第二書記
- Icikas Meskupas-Adomas（1941年2月9日 – 1942年3月13日）
- Vladas Niunka（1944年4月 – 1944年12月30日）
- Alexander Isachenko（1944年12月30日 – 1946年11月24日）
- Alexander Trofimov（1946年11月24日 – 1952年9月22日）
- Vasily Aronov（1952年9月25日 – 1953年6月11日）
- モティエユス・シュマウスカス（英語版）（1954年2月 – 1956年1月24日）
- Boris Sharkov（1956年1月28日 – 1961年9月27日）
- Boris Popov（1961年9月30日 – 1967年4月13日）
- Valery Khazarov（1967年4月13日 – 1978年12月10日）
- Nikolay Dubenko（1978年12月11日 – 1986年9月17日）
- Nikolay Mitkin（1988年9月17日 – 1988年12月9日）
- Vladimir Beryozov（1988年12月9日 – 1990年）